# Diplusodon canastrensis
Diplusodon canastrensis är en fackelblomsväxtart som beskrevs av T.B.Cavalc.. Diplusodon canastrensis ingår i släktet Diplusodon och familjen fackelblomsväxter. Inga underarter finns listade i Catalogue of Life.